# Monacos Grand Prix 2023
Monacos Grand Prix 2023 (officielt navn: Formula 1 Grand Prix de Monaco 2023) var et Formel 1-løb, som blev kørt den 28. maj 2023 på Circuit de Monaco i distrikterne Monte Carlo og La Condamine omkring havnen i bystaten fyrstedømmet Monaco. Det var det sjette løb i Formel 1-sæsonen 2023.

## Kvalifikation
| Pos.               | Nr. | Kører             | Konstruktør                  | Del 1    | Del 2    | Del 3    | Grid |
| ------------------ | --- | ----------------- | ---------------------------- | -------- | -------- | -------- | ---- |
| 1                  | 1   | Max Verstappen    | Red Bull Racing-Honda RBPT   | 1.12,386 | 1.11,908 | 1.11,365 | 1    |
| 2                  | 14  | Fernando Alonso   | Aston Martin Aramco-Mercedes | 1.12,886 | 1.12,107 | 1.11,449 | 2    |
| 3                  | 16  | Charles Leclerc   | Ferrari                      | 1.12,912 | 1.12,103 | 1.11,471 | 61   |
| 4                  | 31  | Esteban Ocon      | Alpine-Renault               | 1.12,967 | 1.12,248 | 1.11,553 | 3    |
| 5                  | 55  | Carlos Sainz, Jr. | Ferrari                      | 1.12,717 | 1.12,210 | 1.11,630 | 4    |
| 6                  | 44  | Lewis Hamilton    | Mercedes                     | 1.12,872 | 1.12,156 | 1.11,725 | 5    |
| 7                  | 10  | Pierre Gasly      | Alpine-Renault               | 1.13,033 | 1.12,169 | 1.11,933 | 7    |
| 8                  | 63  | George Russell    | Mercedes                     | 1.12,769 | 1.12,151 | 1.11,964 | 8    |
| 9                  | 22  | Yuki Tsunoda      | AlphaTauri-Honda RBPT        | 1.12,642 | 1.12,249 | 1.12,082 | 9    |
| 10                 | 4   | Lando Norris      | McLaren-Mercedes             | 1.12,877 | 1.12,377 | 1.12,254 | 10   |
| 11                 | 81  | Oscar Piastri     | McLaren-Mercedes             | 1.13,006 | 1.12,395 | N/A      | 11   |
| 12                 | 21  | Nyck de Vries     | AlphaTauri-Honda RBPT        | 1.13,054 | 1.12,428 | N/A      | 12   |
| 13                 | 23  | Alexander Albon   | Williams-Mercedes            | 1.12,706 | 1.12,527 | N/A      | 13   |
| 14                 | 18  | Lance Stroll      | Aston Martin Aramco-Mercedes | 1.12,722 | 1.12,623 | N/A      | 14   |
| 15                 | 77  | Valtteri Bottas   | Alfa Romeo-Ferrari           | 1.13,038 | 1.12,625 | N/A      | 15   |
| 16                 | 2   | Logan Sargeant    | Williams-Mercedes            | 1.13,113 | N/A      | N/A      | 16   |
| 17                 | 20  | Kevin Magnussen   | Haas-Ferrari                 | 1.13,270 | N/A      | N/A      | 17   |
| 18                 | 27  | Nico Hülkenberg   | Haas-Ferrari                 | 1.13,279 | N/A      | N/A      | 18   |
| 19                 | 24  | Zhou Guanyu       | Alfa Romeo-Ferrari           | 1.13,523 | N/A      | N/A      | 19   |
| 20                 | 11  | Sergio Pérez      | Red Bull Racing-Honda RBPT   | 1.13,850 | N/A      | N/A      | 20   |
| 107%-tid: 1.17,453 |     |                   |                              |          |          |          |      |
| Kilde:             |     |                   |                              |          |          |          |      |

Noter:
↑1 - Charles Leclerc blev givet en 3-plads straf for at køre i vejen for Lando Norris under kvalifikationen.

## Resultat
| Pos.                                                               | Nr. | Kører             | Konstruktør                  | Omgange | Tid/Udgået  | Startpos. | Point |
| ------------------------------------------------------------------ | --- | ----------------- | ---------------------------- | ------- | ----------- | --------- | ----- |
| 1                                                                  | 1   | Max Verstappen    | Red Bull Racing-Honda RBPT   | 78      | 1:48.51,980 | 1         | 25    |
| 2                                                                  | 14  | Fernando Alonso   | Aston Martin Aramco-Mercedes | 78      | +27,921     | 2         | 18    |
| 3                                                                  | 31  | Esteban Ocon      | Alpine-Renault               | 78      | +36,990     | 3         | 15    |
| 4                                                                  | 44  | Lewis Hamilton    | Mercedes                     | 78      | +39,062     | 5         | 131   |
| 5                                                                  | 63  | George Russell    | Mercedes                     | 78      | +56,2842    | 8         | 10    |
| 6                                                                  | 16  | Charles Leclerc   | Ferrari                      | 78      | +1.01,890   | 6         | 8     |
| 7                                                                  | 10  | Pierre Gasly      | Alpine-Renault               | 78      | +1.02,362   | 7         | 6     |
| 8                                                                  | 55  | Carlos Sainz, Jr. | Ferrari                      | 78      | +1.03,391   | 4         | 4     |
| 9                                                                  | 4   | Lando Norris      | McLaren-Mercedes             | 77      | +1 omgang   | 10        | 2     |
| 10                                                                 | 81  | Oscar Piastri     | McLaren-Mercedes             | 77      | +1 omgang   | 11        | 1     |
| 11                                                                 | 77  | Valtteri Bottas   | Alfa Romeo-Ferrari           | 77      | +1 omgang   | 15        |       |
| 12                                                                 | 21  | Nyck de Vries     | AlphaTauri-Honda RBPT        | 77      | +1 omgang   | 12        |       |
| 13                                                                 | 24  | Zhou Guanyu       | Alfa Romeo-Ferrari           | 77      | +1 omgang   | 19        |       |
| 14                                                                 | 23  | Alexander Albon   | Williams-Mercedes            | 77      | +1 omgang   | 13        |       |
| 15                                                                 | 22  | Yuki Tsunoda      | AlphaTauri-RBPT              | 76      | +2 omgange  | 9         |       |
| 16                                                                 | 11  | Sergio Pérez      | Red Bull Racing-Honda RBPT   | 76      | +2 omgange  | 20        |       |
| 17                                                                 | 27  | Nico Hülkenberg   | Haas-Ferrari                 | 76      | +2 omgange3 | 18        |       |
| 18                                                                 | 2   | Logan Sargeant    | Williams-Mercedes            | 76      | +2 omgange4 | 16        |       |
| 195                                                                | 20  | Kevin Magnussen   | Haas-Ferrari                 | 70      | Uheld       | 17        |       |
| Ret                                                                | 18  | Lance Stroll      | Aston Martin Aramco-Mercedes | 53      | Uheld       | 14        |       |
| Hurtigste omgang: Lewis Hamilton (Mercedes) - 1.15,650 (omgang 33) |     |                   |                              |         |             |           |       |
| Kilde:                                                             |     |                   |                              |         |             |           |       |

Noter:
↑1 - Inkluderer point for hurtigste omgang.
↑2 - George Russell blev givet en 5-sekunders straf, for at lave en farlig manøvre da han kørte ind på banen. Hans slutposition forblev uændret af straffen.
↑3 - Nico Hülkenberg blev givet en 10-sekunders straf, for at ikke have afsonet en straf under pit stop. Hans slutposition gik som resultat fra 16. til 17. pladsen.
↑4 - Logan Sargeant blev givet en 5-sekunders straf, for at køre for hurtigt i pit lane. Hans slutposition forblev uændret af straffen.
↑5 - Kevin Magnussen udgik af ræset, men blev klassificeret som færdiggjort, i det at han havde kørt mere end 90% af ræsdistancen.

## Stilling i mesterskaberne efter løbet
| Pos. | Kører           | Point |
| ---- | --------------- | ----- |
| 1    | Max Verstappen  | 144   |
| 2    | Sergio Pérez    | 105   |
| 3    | Fernando Alonso | 93    |
| 4    | Lewis Hamilton  | 69    |
| 5    | George Russell  | 50    |

| Pos. | Konstruktør           | Point |
| ---- | --------------------- | ----- |
| 1    | Red Bull-Honda RBPT   | 249   |
| 2    | Aston Martin-Mercedes | 120   |
| 3    | Mercedes              | 119   |
| 4    | Ferrari               | 90    |
| 5    | Alpine-Renault        | 35    |